# Myriam Catania
Myriam Catania (* 12. Dezember 1979 in Rom, Latium) ist eine italienische Schauspielerin und Synchronsprecherin.

## Leben
Catania wurde am 12. Dezember 1979 in Rom als Tochter der italienischen Filmregisseurin Rossella Izzo und von Vincenzo Catania geboren. Ihr Großvater war der Filmschaffende Renato Izzo, ihre Tante ist Simona Izzo. Sie hat zwei Geschwister; ihr Bruder ist als Filmschaffender im Bereich der visuellen Effekte tätig. Von 2009 bis 2016 war sie mit dem italienischen Schauspieler Luca Argentero verheiratet. Die beiden hatten sich am Set zur Fernsehserie Carabinieri kennengelernt. Mit ihrem Lebensgefährten, dem Franzosen Quentin Kammermann, wurde sie im Mai 2017 Mutter eines Jungen.
Bereits im Kindesalter sammelte sie dank ihrer Familie erste Erfahrungen als Schauspielerin. Durch kleinere Rollen in Film- und Serienproduktionen konnte sie sich als Schauspielerin etablieren. 2005 spielte sie in der Serie Gente di mare die Rolle der Gloria Lo Bianco.
Als Synchronsprecherin für italienischsprachige Film- und Serienfassungen ist sie unter anderen die feste Stimme für Anna Paquin, Mary Elizabeth Winstead, Olivia Wilde, Alexis Bledel und Malin Åkerman. Sie lieh in der Pirates of the Caribbean-Filmreihe der von Keira Knightley dargestellten Elizabeth Swann die Stimme sowie 2014 der von Knightley dargestellten Rolle der Joan Clarke in The Imitation Game – Ein streng geheimes Leben.

## Filmografie (Auswahl)

### Schauspiel
- 1993: Papà prende moglie (Miniserie, 7 Episoden)
- 1997: Caro maestro (Fernsehserie, Episode 2x04)
- 1998: Una donna per amico (Fernsehserie, Episode 1x04)
- 1999: Love in the Mirror (Amor nello specchio)
- 1999: Baldini e Simoni (Fernsehserie, Episode 1x07)
- 1999: Non lasciamoci più (Fernsehserie, Episode 1x06)
- 2000: Der Flug des Adlers (Le ali della vita, Fernsehfilm)
- 2001: Reset (Fernsehfilm)
- 2003: L'inganno (Fernsehfilm)
- 2003: Stregeria
- 2003: Liberi
- 2003: Io no
- 2004: Che ne sarà di noi
- 2005: Provaci ancora prof! (Fernsehserie, Episode 1x01)
- 2005: Gente di mare (Fernsehserie, 26 Episoden)
- 2005: Dalla parte giusta
- 2005: Carabinieri (Fernsehserie, Episode 4x01)
- 2006: Questa è la mia terra (Fernsehserie, 2 Episoden)
- 2006: Il quarto sesso (Kurzfilm)
- 2006: Lo zio d'America 2 (Miniserie, 3 Episoden)
- 2007: L'uomo privato
- 2008: Questa è la mia terra vent'anni dopo (Fernsehserie, Episode 1x02)
- 2009: La bella gente
- 2010: Tutto l'amore del mondo
- 2010: L'ispettore Coliandro (Fernsehserie, Episode 4x01)
- 2011: C'è chi dice no
- 2011: Il sesso aggiunto
- 2012: Canepazzo
- 2012: Ci vediamo a casa
- 2014: Punto di vista (Kurzfilm)
- 2016: Vieni a vivere a Napoli!
- 2017: Lasciami per sempre
- 2017: Il velo di Maya
- 2018: Anche senza di te

### Synchronisationen
- 2012: Savage Nights – Unerfüllte Begierde (E la chiamano estate, Sprechrolle)